# Sudden Jim
Sudden Jim è un film muto del 1917 diretto da Victor L. Schertzinger. La sceneggiatura si basa su Sudden Jim, romanzo di Clarence Budington Kelland pubblicato a New York nel 1917.

## Produzione
Il film fu prodotto dalla Triangle Film Corporation.

## Distribuzione
Distribuito dalla Triangle Distributing, il film uscì nelle sale cinematografiche degli Stati Uniti il 22 luglio 1917.
Non si conoscono copie ancora esistenti della pellicola che viene considerata presumibilmente perduta.